# Bruno Mazzia
Bruno Mazzia (ur. 14 marca 1941 w Vigliano Biellese) – włoski piłkarz, grający na pozycji pomocnika, trener piłkarski.

## Kariera piłkarska

### Kariera klubowa
Wychowanek Juventusu. W 1957 rozpoczął karierę piłkarską w drużynie Biellese. W latach 1959–1962 i 1964-1966 bronił barw Juventusu, skąd został wypożyczony do Venezii i Lazio. Następnie do 1977 występował w klubach Brescia, Perugia, Reggina, Alessandria, ponownie Biellese i Pro Vercelli.

### Kariera reprezentacyjna
W 1959 występował w młodzieżowej reprezentacji Włoch.

## Kariera trenerska
W 1977 roku rozpoczął pracę trenerską w Pro Vercelli. Potem prowadził kluby Nocerina, Lecce, Forlì, Lanerossi Vicenza, Mantova, Campobasso, Cremonese, Udinese, Brescia i Padova. 

## Sukcesy i odznaczenia

### Sukcesy reprezentacyjne
- mistrz Igrzysk śródziemnomorskich (1x): Liban 1959

### Sukcesy klubowe
Juventus
- mistrz Włoch (1x): 1960/61
- zdobywca Pucharu Włoch (1x): 1959/60, 1964/65

Alessandria
- mistrz Serie C: 1973/74